# Беляков, Ярослав Павлович
Ярослав Павлович Беляков (род. 5 августа 2006, Краснообск, Новосибирская область) — российский хоккеист, защитник.

## Биография
Играл в школах «Энергия» Новосибирск (2014—2016), «Сибирь» (2016—2019, 2002), «Штурм» Чик (2019—2022). С сезона 2023/24 — игрок команды МХЛ «Сибирские снайперы». 6 сентября 2024 года дебютировал в КХЛ в гостевом матче «Сибири» с «Автомобилистом» (0:4).

## Статистика выступлений
| Легенда | Легенда                    | Легенда | Легенда                   | Легенда | Легенда    |
| ------- | -------------------------- | ------- | ------------------------- | ------- | ---------- |
| И       | Количество проведённых игр | Штр     | Штрафное время            | +/−     | Плюс-минус |
| Г       | Голы                       | П       | Голевые передачи          | О       | Очки       |
| -       | Статистика неизвестна      | —       | Статистика не учитывалась |         |            |